# Prgomet
Prgomet falu és község Horvátországban Split-Dalmácia megyében. 

## Fekvése
Splittől légvonalban 20, közúton 36 km-re északnyugatra, Trogirtól légvonalban 10, közúton 16 km-re északra, Dalmácia középső részén a Zagorán, Trogir előterében fekszik. A települést körülölelő hegyek közül a délről az 595 méteres Ošljak, nyugatról az 549 méteres Praća, északról a 480 méteres Ljubeč, kelet-délkeletről pedig a 398 méteres Papić határolja. Prgometen halad át a Split-Perković vasútvonal, északra pedig az A1-es Zágráb – Split autópálya prgometi lehajtója található.

## A község települései
Közigazgatásilag Bogdanovići, Labin, Sitno és Trolokve települések tartoznak hozzá.

## Története
Split és Trogir tágabb környezetében már a történelem előtti időben éltek emberek. Erről tanúskodnak az erődített települések maradványai és a nagy számú halomsír. A 7. században a Bizánci Birodalom fennhatósága alatt állt ez a terület, amikor avar-szláv támadás érte. Ennek eredményeképpen elesett a térség akkori legnagyobb városa Salona is. A dalmát Zagora termékeny földjén új lakosság, a mai horvátok ősei telepedtek le, akik magukba olvasztották az itt talált romanizált lakosságot. Egyházilag e vidék a spliti érsekség alá tartozott, a missziós munkát a bencés szerzetesek végezték. A horvát nemzeti királyok idejében e terület lakossága viszonylagos nyugalomban élt. Zvonimir király a Zagorán több birtokot adományozott az érsekségnek, köztük Labin, Radošić és Zmina (Muć) várait, melyek maradványi ma is megtalálhatók. A Zagora volt az ősi szálláshelye a Svačić nemzetségnek, melyből az utolsó horvát király Svačić Péter származott. Néhány zagorai település már nagyon korán, a 11. században említenek, közéjük tartozik Prgomet is Szent István első vértanú tiszteletére szentelt templomával. A falut a 13. században IV. Béla magyar király a trogiri Andreis családnak adta, mely adományt 1409-ben Zsigmond magyar király is megerősítette. Később részben más nemesi családok, részben pedig a trogiri Szent Péter kolostor birtoka volt. 1830-ig a trogiri püspökséghez, azután a šibeniki püspökséghez tartozott. A 18. században a prgometi plébániához tartoztak Suhi Dolac, Labin, Radošić és Trolokve települések hívei is. 1760-ban Prapatnica hívei leváltak a ljubitovicai plébániáról és ők is ide csatlakoztak. A prgometi plébánia régi anyakönyvei sajnálatos módon elégtek. 1797-ben a Velencei Köztársaság megszűnésével a település a Habsburg Birodalom része lett. 1806-ban Napóleon csapatai foglalták el és 1813-ig francia uralom alatt állt. Napóleon bukása után ismét Habsburg uralom következett, mely az I. világháború végéig tartott. 1881-ben Radošić levált a prgometi plébániáról és önálló plébániát alapított. 1857-ben 212, 1910-ben 267 lakosa volt. Az I. világháború után rövid ideig az Olasz Királyság, ezután a Szerb-Horvát-Szlovén Királyság, majd Jugoszlávia része lett. A II. világháború idején olasz csapatok szállták meg. Lakossága 2011-ben 105 fő volt, akik főként mezőgazdaságból (szőlő, olíva) éltek. A településen alapiskola működik.

## Lakosság
| Lakosság változása | Lakosság változása | Lakosság változása | Lakosság változása | Lakosság változása | Lakosság változása | Lakosság változása | Lakosság változása | Lakosság változása | Lakosság változása | Lakosság változása | Lakosság változása | Lakosság változása | Lakosság változása | Lakosság változása | Lakosság változása |
| ------------------ | ------------------ | ------------------ | ------------------ | ------------------ | ------------------ | ------------------ | ------------------ | ------------------ | ------------------ | ------------------ | ------------------ | ------------------ | ------------------ | ------------------ | ------------------ |
| 1857               | 1869               | 1880               | 1890               | 1900               | 1910               | 1921               | 1931               | 1948               | 1953               | 1961               | 1971               | 1981               | 1991               | 2001               | 2011               |
| 212                | 191                | 178                | 232                | 238                | 267                | 330                | 295                | 281                | 301                | 301                | 272                | 212                | 168                | 132                | 105                |

## Nevezetességei
- Szent István első vértanú tiszteletére szentelt régi plébániatemplomának[6] ideje nem ismert, de a 11. században már említik. Pavao Andreis, a 17. században élt trogiri történetíró szerint falai már „megkopott emlékek” voltak.[3] A templomot a 18. században bővítették, de ahogy Didak Manola trogiri püspök az 1756-os egyházlátogatáskor írja, továbbra is rossz állapotban állt. Mivel a templomnak nem volt harangtornya, a harang a kapuzat előtt ácsolt gerendázatról lógott alá. Legértékesebb liturgikus tárgya egy ezüst kehely volt. 1863-ban új templomot építettek helyette. A templom a késő barokk zagorai templomok mintájára épült egyhajós épület meghosszabbított szentéllyel, félköríves apszissal. Egyszerű kő homlokzatán középen található a bejárat, kétoldalt négyszögletes ablakok, az oromzaton pedig pengefalú harangtorony áll, benne két haranggal. Az oldalablakokba a régi félköríves profilozású kövek van beépítve. A bejárat felett a templom építésének idejét és az építtető plébános nevét megörökítő tábla látható, felette nagyméretű rózsaablakkal.[3] A berendezésből kiemelkedik a fából faragott főoltár, mely a szentélyt az apszistól választja el. Az oltár fülkéiben Szent István, Szent Mihály és Szent Miklós szobrai állnak. A Szent István szobor mögött a 18. századi oltárkép Szent István megkövezését és a gyermekét tartó Szűzanyát ábrázolja. Az északi mellékoltáron a Szeplőtelen fogantatást ábrázoló szobor látható, a déli mellékoltáron fából faragott kereszt áll. A berendezésből megemlítendő még a diadalív mellett elhelyezett két grafikai alkotás, melyek Jézus és Mária szentséges szívét, valamint a Szűzanyát gyermekével ábrázolják, mindkettő helyi művész alkotása. Liturgikus tárgyai közül kiemelkedik egy 16. századi, angyalfejekkel díszített ezüst kereszt. A templom körül temető található, melyben fennmaradt néhány díszes késő középkori sírkő, amelyek még a középkori gótikus templom mellett álltak. A templomot és a temetőt 2006-ban kulturális műemlékké nyilvánították.[3]
- Assisi Szent Ferenc tiszteletére szentelt kápolnája 1997-ben épült.
- A Prgomet, Prapatnica és Primorski Dolac hármas határán, Bikići településrésztől délre emelkedő Grad nevű hegyen találhatók Znojilo történelem előtti várának romjai. A hegytetőn egy négyszögletes 16. századi toronyvár jelentős maradványai is megtalálhatók. A várat 1500 körül a velenceiek építették és a török háborúk idején a Trogir védelmi rendszerének egyik fontos pontja lett volna. Kedvezőtlen fekvése miatt azonban később már nem töltött be védelmi célokat, zsoldosok és porkolábok szálláshelyéül szolgált. 1530 körül maguk a velenceiek rombolták le, nehogy a török kezére kerülve támaszpontul szolgáljon. A legutóbbi időkben újra felértékelődött és a helyi jelentőségű, védendő műemlékek közé sorolták be.